# Boulevard (film 1960)
Boulevard è un film del 1960 diretto da Julien Duvivier.

## Trama
Georges è un sedicenne che vaga tutto il giorno per il quartiere di Pigalle, a Parigi, dove lui abita. Un giorno incontra Dicky, un pugile fallito.